# Hyperomyzus nigricornis
Hyperomyzus nigricornis är en insektsart som först beskrevs av Frank Hall Knowlton 1927.  Hyperomyzus nigricornis ingår i släktet Hyperomyzus och familjen långrörsbladlöss. Inga underarter finns listade i Catalogue of Life.